# Sainte-Gertrude-Manneville
Pour les articles homonymes, voir Sainte-Gertrude et Manneville.
Sainte-Gertrude-Manneville est une municipalité de la province de Québec, dans la municipalité régionale de comté (MRC) d'Abitibi de la région administrative d'Abitibi-Témiscamingue.

## Toponymie
Elle est nommée en l'honneur de Gertrude la Grande, moniale et mystique allemande.

## Histoire
- 1er janvier 1980 : La municipalité de Sainte-Gertrude-Manneville se détache du canton de Manneville.

## Démographie
| 1991 | 1996 | 2001 | 2006 | 2011 | 2016 | 2021 |
| ---- | ---- | ---- | ---- | ---- | ---- | ---- |
| 779  | 809  | 785  | 811  | 757  | 787  | 793  |

## Administration
Les élections municipales se font en bloc pour le maire et les six conseillers.
| Sainte-Gertrude-Manneville Maires depuis 2001                                                                        |                 |         |          |
| Élection | Maire           | Qualité | Résultat |
| 2001 | Clément Turgeon |         | Voir     |
| 2005 | Clément Turgeon | Voir    |          |
| 2009 | Pascal Rheault  |         | Voir     |
| 2013 | Pascal Rheault  | Voir    |          |
| 2017 | Pascal Rheault  | Voir    |          |
| 2021 | Pascal Rheault  | Voir    |          |
| Élection partielle en italique Depuis 2005, les élections sont simultanées dans toutes les municipalités québécoises |                 |         |          |